# 1976年アナパ空中衝突事故
1976年アナパ空中衝突事故は1976年9月9日に発生した航空事故。ホメリ空港発ソチ国際空港行きのアエロフロート7957便（アントノフ An-24RV）とアエロポルト・ロストフ・ナ・ドヌー空港発ケルチ空港行きのアエロフロート31便（ヤコヴレフ Yak-40）が管制官のミスにより黒海上空で空中衝突し、両機の乗員乗客70人全員が死亡した。

## 両便の詳細

### アエロフロート7957便
アエロフロート7957便の機材だった、アントノフ An-24RV（CCCP-46518）は、1973年に初飛行を行っており、総飛行時間6,107時間、4,626サイクルを飛行していた。コックピットには、機長、副操縦士、航空機関士、航空士の4人が乗務していた。

### アエロフロート31便
アエロフロート31便の機材だった、ヤコヴレフ Yak-40（CCCP-87772）は、1970年に初飛行を行っており、総飛行時間6,842時間、7,174サイクルを飛行していた。コックピットには、機長、副操縦士、航空機関士の3人が乗務していた。

## 事故の経緯
アエロフロート31便（ヤコヴレフ Yak-40）は、モスクワ時間の12時47分にアエロポルト・ロストフ・ナ・ドヌー空港を離陸しケルチ空港へ向かった。13時30分に18,800フィート (5,700 m)で水平飛行に移った。13時34分に31便は、無指向性無線標識のNovodmitrievskayaを通過した。この標識通過後に、飛行計画では降下を開始する予定だったが、空域が混雑しており管制官が指示を出すことを失念した。そのため、機体はそのまま18,800フィート (5,700 m)を飛行した。13時43分に、31便はGelendzhikを18,800フィート (5,700 m)で通過したと管制官に報告したが、管制官は高度の変更を指示しなかった。
一方、7957便（アントノフ An-24RV）は、12時56分にドネツィク国際空港を離陸し、13時32分に18,800フィート (5,700 m)への上昇を許可された。7957便は、クラスノダール地方西部の空域に18,800フィート (5,700 m)で進入すると管制官に伝えた。管制官はこれを許可し、Dzhubgaへ向かうことを指示した。
モスクワ時間の13時51分に、31便と7957便は18,800フィート (5,700 m)上空で空中衝突した。衝突により、両機ともに機体尾部を失い、空中分解し、黒海に落下した。7957便の残骸や乗客の遺体は海中から発見されたが、31便の残骸や遺体はほとんど発見されなかった。

## 事故原因
事故原因の大部分は、無線交信によるものだと結論付けた。航空管制官が、両機に適切な指示を与えなかった。また、要因としてパイロット達の状況分析や機外の監視が不十分だったことがあげられた。